# Diamina
| Estructura general de las diaminas (primarias). Los grupos amino primarios (NH2) están marcados en azul, R es un radical orgánico divalente (p.ej. para-grupo fenileno). |

La diamina es una sustancia orgánica en cuya molécula hay dos grupos de -NH2 unidos a uno o dos carbonos de radicales hidrocarburos. La más sencilla y conocida es la etilendiamina de composición H2N - CH2 - CH2 - NH2, siendo un líquido de olor semejante al amoníaco cuyo punto de ebullición es a 116 °C.
Las diaminas se usan como monómeros para preparar poliamidas y poliureas. El término diamina se refiere principalmente a las diaminas primarias, ya que son las más reactivas.
En cuanto a las cantidades producidas, la 1,6-hexanodiamina (un precursor del Nylon 6-6) es la más importante, seguido de la etilendiamina. Las diaminas vicinales (1,2-diaminas) son un motivo estructural en muchos compuestos biológicos y se utilizan como ligandos en la química de los compuestos de coordinación.

## Diaminas alifáticas

### Lineales
- 1 carbono: metanodiamina (diaminometano)
- 2 carbonos: etilendiamina (1,2-diaminoetano). Los derivados relacionados incluyen los compuestos N-alquilados, 1,1-dimetiletilendiamina, 1,2-dimetiletilendiamina, etambutol y TMEDA.

Etilendiamina

- 3 carbonos: 1,3-diaminopropano (propano-1,3-diamina)
- 4 carbonos: putrescina (butano-1,4-diamina)
- 5 carbonos: cadaverina (pentano-1,5-diamina)

Cadaverina

- 6 carbons: hexametilenediamina (hexano-1,6-diamina), trimetilhexametilenediamina

### Ramificados
Los derivados de la etilendiamina son prominentes:
- 1,2-diaminopropano, que es un quiral.

- difeniletilendiamina, que es  C2.-simétrico
- trans-1,2-diaminociclohexano, que es C2-simétrico.

### Cíclico

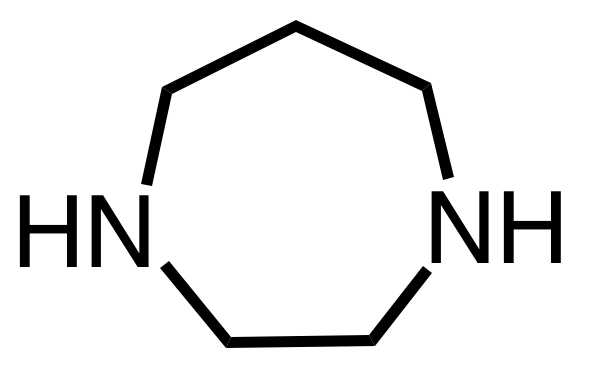
1,4-diazacicloheptano

- 1,4-diazacicloheptano

### Xililendiaminas
Las xililendiaminas se clasifican como alquilaminas ya que la amina no está directamente unida a un anillo aromático.
   o-xilendiamina u OXD
   m-xylylenediamine o MXD
   p-xililendiamina o PXD

## Diaminas aromáticas
Se conocen tres fenilendiaminas:
   o-fenilendiamina u OPD
   m-fenilendiamina o MPD
   p-fenilendiamina o PPD. El 2,5-diaminotolueno está relacionado con la PPD pero contiene un grupo metilo en el anillo.

p-fenylenediamine

Se conocen varios derivados N-metilados de las fenilendiaminas:
- dimetil-4-fenilendiamina, un reactivo.
- N,N'-di-2-butil-1,4-fenilendiamina, un antioxidante.

Los ejemplos con dos anillos aromáticos incluyen derivados de bifenilo y naftalina:
- 4,4'-diaminobifenilo
- 1,8-diaminonaftaleno